# Poteyage
Le poteyage est l’action qui consiste à enduire le moule d’un liquide protecteur qui facilitera son démoulage.

## En moulage sable
Le poteyage enduit sur le moule ou noyau sable a pour but essentiel de faciliter l’écoulement du métal au moment de la coulée. Solidifie la superficie du moule et évite l’arrachement de particules de sable, tout en donnant un meilleur état de surface (« belle peau ») à la pièce coulée.

## En moulage métallique
Le moulage en moules permanents nécessite l'emploi d'un poteyage déposé sur la surface des  empreintes, qui permettra selon sa composition :
- de mieux diriger et régler le refroidissement et la solidification des pièces dans l'empreinte ;
- éviter certains défauts en retardant la solidification des parties minces (enduit isolant) ;
- ou en évacuant plus rapidement l'énergie thermique dans d'autres parties (enduits conducteurs) ;
- de protéger les empreintes de l'attaque et de l'érosion par le métal liquide (dissolution du fer par l'aluminium) ;
- protéger des chocs thermiques ;
- de faciliter le démoulage, en évitant les arrachements dans les zones à faible dépouille ;
- d'améliorer l'état de surface des pièces (belle peau).

## Cadence
- pour le moulage sable, enduire chaque partie du moule en contact avec le métal coulé,
- Pour le moulage sous-pression, on pulvérisera des poteyages liquides entre chaque cycle,
- Pour le moulage en coquille par gravité ou basse pression, moins agressif, protéger les outillages par un enduit permanent, déposé par pulvérisation ou au pinceau, qui formera une couche isolante et réfractaire.